# Perseguição individual

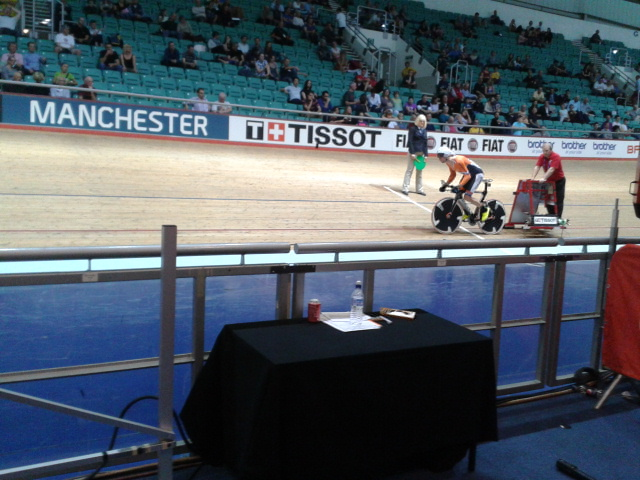
Começo de uma prova

A Perseguição individual é uma corrida de ciclismo de pista, na qual dois ciclistas que largam em pontos opostos da pista e percorrem a distância de 4 km para homens ou 3 km para mulheres. Sendo declarado vencedor o atleta que alcançar o seu adversário ou obtiver o menor tempo. Um corredor é considerado alcançado no momento em que o pedal da bicicleta do seu adversário alcance o seu próprio pedal.
As regras e recordes são dirigidos pela União Ciclística Internacional (UCI), e é uma prova que está no calendário olímpico.

## Notáveis perseguidores individuais

### Homens
O atual campeão olímpico é o britânico Bradley Wiggins. Em 2015, o campeão mundial foi o suíço Stefan Küng.
- Roger Rivière (França), três vezes campeão mundial, 1957-1959
- Hugh Porter (Reino Unido), quatro vezes campeão mundial de 5 km
- Graeme Obree
- Chris Boardman
- Bradley Wiggins duas vezes campeão olimopico e três vezes campeão mundial
- Taylor Phinney duas vezes campeão mundial
- Jack Bobridge (fez o recorde do mundo de 4 km  de 4 minutos 10.53 segundos em  2011)

### Mulheres
Em 2015, a campeã mundial foi a australiana Rebecca Wiasak.
- Beryl Burton (cinco vezes campeã mundial)
- Tamara Garkushina (seis vezes campeã mundial)
- Rebecca Twigg (seis vezes campeã mundial)
- Jeannie Longo (três vezes campeã mundial)
- Leontien van Moorsel (campeão olímpica e quatro vezes campeã mundial)
- Sarah Ulmer (campeão olímpica e campeã mundial)
- Sarah Hammer (cinco vezes campeã mundial)
- Rebecca Romero (campeão olímpica e campeã mundial)